# Béldi Pál
Uzoni Béldi Pál (1621. – Isztambul, 1679.) erdélyi nemesi család sarja, főasztalnok, Háromszék fő királyi bírája és az ország generálisa, Belső-Szolnok vármegye főispánja.

## Család származása
Erdély egyik ősi székely családja, nevüket az egyik magyar megye marosmenti helységéről, Béldről vette, de az előnevüket Uzon háromszéki székelyfaluról vették.

## Élete
Béldi Kelemen és  Losonczi Bánffy Mária gyermekeként született. I. Rákóczi György udvarában nevelkedett, majd 1653-ban II. Rákóczi György főasztalnoka lett, később, 1655-től Háromszék fő királyi bírája, 1656–1657-ben kincstartó.
1657-ben mint lovassági parancsnok, részt vett II. Rákóczi György Lengyelország elleni hadjáratában. Tatár fogságba esett, ahonnan csak 1661-ben szabadult. Ezt követően 1678-ig az erdélyi fejedelmi tanács tagja.
I. Apafi Mihály egyik legbizalmasabb tanácsosa volt. Apafi 1663. évi távolléte idején a három helytartó egyike Béldi volt. Igyekezett a Teleki Mihály és Bánffy Dénes közötti ellentéteket mérsékelni. Bánffy 1674-es bukása után Teleki ellen fordult. Ez végzetes lett számára. 1676-ban ellenségei megvádolták, hogy a fejedelem életére és trónjára tör. Ezért Apafi 1676 márciusban elfogatta és börtönbe vetette. Innen 1677 március végén kiszabadulva fegyveres támadást szervezett Teleki Mihály ellen, ami azonban kudarcba fulladt, ekkor Törökországba menekült. A szultán Apafi kérésére elfogatta és a Héttoronyba záratta, ahol haláláig fogva tartották.

## Családja
Vitéz Zsuzsannát vette feleségül, három gyermekük született, a gyermekek  1657 előtt születtek:
- Kelemen; első felesége: Henter Krisztina, második neje: Kereszturi Krisztina
- Dávid
- Zsuzsanna; férje: Wesselényi Pál